# Delicate Sound of Thunder (film)
Delicate Sound of Thunder è un film documentario dei concerti dei Pink Floyd durante il tour A Momentary Lapse of Reason. È stato filmato principalmente durante i concerti tra il 19 agosto 1988 e il 23 agosto 1988 presso il Nassau Coliseum di Uniondale a New York, con l'aggiunta di qualche ripresa effettuata il 21 giugno 1988 e il 22 giugno 1988 presso la Place d'Armes della Reggia di Versailles, in Francia.

## Tracce
1. "Shine On You Crazy Diamond" (Waters/Wright/Gilmour)
2. "Signs of Life" (Gilmour/Ezrin)
3. "Learning to Fly" (Gilmour/Moore/Ezrin/Carin)
4. "Sorrow" (Gilmour)
5. "The Dogs of War" (Gilmour/Moore)
6. "On the Turning Away" (Gilmour/Moore)
7. "One of These Days" (Gilmour/Mason/Waters/Wright)
8. "Time" (Mason/Waters/Wright/Gilmour)
9. "On the Run" (Gilmour/Waters)
10. "The Great Gig in the Sky" (Wright)
11. "Wish You Were Here" (Waters/Gilmour)
12. "Us and Them" (Waters/Wright)
13. "Money" (Waters) solo versione NSTC
14. “Comfortably Numb" (Gilmour/Waters)
15. "One Slip" (Gilmour/Manzanera)
16. "Run Like Hell" (Gilmour/Waters)
17. "Shine On You Crazy Diamond (Credits)" (Waters/Wright/Gilmour)

## Formazione
Gruppo
- David Gilmour – chitarra, voce
- Richard Wright – tastiera, voce
- Nick Mason – batterie

Altri musicisti
- Jon Carin – tastiera, voce
- Guy Pratt – basso, voce
- Gary Wallis – percussioni
- Tim Renwick – chitarra, voce
- Scott Page – sassofono, chitarra
- Margaret Taylor – cori
- Rachel Fury – cori
- Durga McBroom – cori